# Активний опір
Акти́вний о́пір (резиста́нс)— частина повного опору електричного кола змінного струму, яка поглинає електричну енергію і визначається вживаною потужністю P та струмом I в колі за формулою 
{\displaystyle R=P/I^{2}\,}.
В електричних колах, які не мають електроємності, активний опір більший за опір постійному струмові внаслідок поверхневого ефекту та магнітних витрат. 
В електричних колах з великою електроємністю активний опір може бути меншим, ніж опір постійному струмові внаслідок втрат в діелектрику.
Активний опір змінного струму завжди трохи більше опору постійного струму. Це пояснюється тим, що змінний струм частково витісняється від центру провідника до зовнішньої поверхні (поверхневий ефект або скін-ефект). Це призводить до неповного використання перерізу провідника – він ніби зменшується, а, отже, опір провідника збільшується.